# کلینتون (یوتا)
کلینتون (به انگلیسی: Clinton) شهری در ایالت یوتا کشور ایالات متحده آمریکا است که جمعیت آن در سرشماری سال ۲۰۱۰ میلادی، ۲۰٬۴۲۶ نفر بوده‌است.